# Alejandro Santamaría Pérez
Alejandro Santamaría Pérez (Madrid, 29 de mayo de 1977) es un deportista español que compite en triatlón y duatlón. Ha sido campeón de España , de Europa y del Mundo en diferentes categorías de duatlón y triatlón. 

## Biografía
Alejandro Santamaría comenzó desde muy joven (1993) en el mundo del triatlón gracias a la afición de sus hermanos y rápidamente empezó, siendo en 1997 cuando consiguió su primer mundial en Duatlón junior

## Trayectoria
Ha sido campeón de España , de Europa y del Mundo en diferentes categorías de duatlón y triatlón en diferentes años, dedicándose cada vez más a la larga distancia y consiguiendo ganar en dos ocasiones (2014 y 2018) el Triatlón Vitoria distancia IronMan

## Palmarés
| Año  | Modalidad                                                 |
| ---- | --------------------------------------------------------- |
| 1997 | Campeón del Mundo de Duatlón Junior                       |
| 1997 | Campeón del Mundo de Duatlón Junior por equipos           |
| 1997 | Campeón del Mundo de Triatlón Junior por equipos          |
| 2003 | Campeón del Mundo de Triatlón Larga distancia por equipos |
| 2000 | Campeón de Europa de Duatlón sub-23 por equipos           |
| 1999 | Campeón de Europa de Duatlón por relevos                  |
| 2000 | Campeón de Europa de Duatlón sub-23                       |
| 2012 | Clasificado para el mundial IronMan de Hawaii (PRO)       |
| 2008 | Campeón de España de larga distancia, Elche               |
| 2006 | Subcampeón de España de larga distancia, Ibiza            |
| 2004 | Campeón de España de larga distancia, Ibiza               |
| 2002 | Subcampeón de España de larga distancia, Lanzarote        |
| 2001 | Subcampeón de España de larga distancia, Lanzarote        |
| 2014 | 1º Triatlón Vitoria distancia Ironman                     |
| 2018 | 1º Triatlón Vitoria distancia Ironman                     |